# Artocarpus tamaran
L'Artocarpus tamaran és una espècie d'Artocarpus nadiua del sud-est d'Àsia i distribuïda per Malàisia i Indonèsia. És una espècie similar al kathal.